# Así soy yo (álbum de David Bustamante)
Así soy yo es el título del segundo álbum de estudio grabado por el cantautor español David Bustamante. Fue lanzado al mercado por la empresa discográfica Vale Music en España el 2 de diciembre de 2003 y por la empresa discográfica Universal Music Latino en Estados Unidos y Latinoamérica el 10 de febrero de 2004.[cita requerida]

## Antecedentes y promoción
El álbum Así soy yo fue producido por Emilio Estefan, Jr., coproducido por Gaitán Bros., Jorge Casas, Tony Mardini, Tom McWilliams, Tim Mitchell, Clay Ostwald, Archie Peña y Joel Someillan. El disco incluye temas compuestos por Emilio Estefan, Jr., Christian Leuzzi, Marcello Azevedo y el propio David. De este álbum se desprenden los sencillos «Devuélveme el aire», «Ni una lágrima más» y «Así soy yo». Los dos primeros contaron con videoclip mientras que el tercero solo fue usado en promoción por radio y televisión.

## Recepción
Fue número 1 en ventas en España y permaneció 23 semanas en la misma lista.[cita requerida] El álbum vendió más de 250.000 copias y obtuvo mucho tiempo antes de salir de la lista la certificación de 2 discos de platino por AFYVE, hoy PROMUSICAE.[cita requerida] También fue el 5 disco más vendido del año 2003 en España.[cita requerida]

## Lista de canciones
| Así soy yo |                                       |                                                                  |          |  |
| N.º        | Título                                | Escritor(es)                                                     | Duración |  |
| 1.         | «Así soy yo»                          | Jorge Casas · Emilio Estefan, Jr. · Bruno Linares · Tony Mardini | 3:27     |  |
| 2.         | «Si pudiera caminar sin ti»           | Emilio Estefan, Jr. · Bruno Linares · Tom McWilliams             | 3:47     |  |
| 3.         | «Devuélveme el aire»                  | Marcello Azevedo                                                 | 3:28     |  |
| 4.         | «Ni una lágrima más»                  | Emilio Estefan, Jr.                                              | 3:28     |  |
| 5.         | «Sal y arena»                         | Emilio Estefan, Jr.                                              | 4:19     |  |
| 6.         | «Más que una mujer»                   | Emilio Estefan, Jr.                                              | 4:23     |  |
| 7.         | «No sé vivir sin ti»                  | David Bustamante · Christian Leuzzi                              | 4:38     |  |
| 8.         | «Colgado»                             | Frank Martínez                                                   | 4:10     |  |
| 9.         | «Tú y yo»                             | David Bustamante · Christian Leuzzi                              | 3:57     |  |
| 10.        | «Rezaría»                             | Emilio Estefan, Jr. · Tony Mardini · Nicolás Tovar               | 2:44     |  |
| 11.        | «Bang bang»                           | Emilio Estefan, Jr.                                              | 3:24     |  |
| 12.        | «No sorprendió el amor»               | Emilio Estefan, Jr.                                              | 3:51     |  |
| 13.        | «Gitanas (Solo en Edición Americana)» | Emilio Estefan, Jr.                                              | 4:01     |  |
| 49:37      |                                       |                                                                  |          |  |

## Posicionamiento en las listas
| Listas (2003)          | Mejor posición |
| ---------------------- | -------------- |
| España Top 100 álbumes | 1              |

| Listas (2003)                         | Mejor posición |
| ------------------------------------- | -------------- |
| España Top 50 álbumes[cita requerida] | 5              |
| Listas (2004)                         | Mejor posición |
| España Top 50 Albums                  | 42             |

## Certificaciones
| País   | Organismo certificador | Certificación | Ventas certificadas | Ref   |
| ------ | ---------------------- | ------------- | ------------------- | ----- |
| España | PROMUSICAE             | 2x Platino    | 200 000             | [ 2 ] |